# Lista de municípios por comunidades autónomas da Espanha

## Andalucía
- Municípios de Almería
- Municípios de Cádiz
- Municípios de Córdoba
- Municípios de Granada
- Municípios de Huelva
- Municípios de Jaén
- Municípios de Málaga
- Municípios de Sevilha

## Aragão
- Municípios de Huesca
- Municípios de Teruel
- Municípios de Saragoça

## Castela-La Mancha
- Municípios de Albacete
- Municípios de Ciudad Real
- Municípios de Cuenca
- Municípios de Guadalajara
- Municípios de Toledo

## Castela e Leão
- Municípios de Ávila
- Municípios de Burgos
- Municípios de León
- Municípios de Palência
- Municípios de Salamanca
- Municípios de Segóvia
- Municípios de Sória
- Municípios de Valladolid
- Municípios de Zamora

## Catalunha
- Municípios de Barcelona
- Municípios de Girona
- Municípios de Lérida
- Municípios de Tarragona

## Estremadura
- Municípios de Badajoz
- Municípios de Cáceres

## Galiza
- Lista de municípios da Corunha
- Lista de municípios de Lugo
- Lista de municípios de Ourense
- Lista de municípios de Pontevedra

## Canárias
- Municípios de Las Palmas
- Municípios de Santa Cruz de Tenerife